# Sonoma State University
De Sonoma State University (SSU), kortweg Sonoma State, is een Amerikaanse openbare universiteit in de Californische stad Rohnert Park in Sonoma County. Het is een van de kleinere universiteiten in het California State University-systeem, dat in totaal 23 campussen in heel Californië telt. Sonoma State biedt meer dan 65 onderwijsprogramma's aan.

## Alumni
Enkele bekende alumni van Sonoma State zijn:
- Larry Allen, Americanfootballspeler
- Kevin Danaher, antiglobalismeactivist
- Mike Horner, pornoacteur
- Carole Migden, politica
- Jason Robinson, muzikant

Volgende personen zijn of waren (gast)docent aan de Sonoma State University: de componist Brian Scott Wilson, de dichter David Bromige, de trompettist Lu Watters en de Belgische econoom Bernard Lietaer.